# Спицыны
Спицыны — древний дворянский род.
Восходит к концу XVI века и разделился на несколько отдельных ветвей, внесённых в VI часть древнего дворянства родословных книг: Казанской, Московской, Новгородской, Рязанской, Курской и Орловской губерний (Гербовник, IV, 96).

## Происхождение рода
Фамилии Спицыных многие Российскому Престолу служили дворянские службы в разных чинах и жалованы были от Государей в 7135/1627 и других годах поместьями. — Согласно Общему гербовнику

## Описание герба
Щит разделён на две части. из которых, в верхнем голубом пространном поле изображена на правой стороне выходящая из облака рука с мечом (польский герб Малая Погоня), посередине перпендикулярно поставлен серебряный столб, имеющий на поверхности корону (польский герб Першхала). В нижней части, на красном поле, видны два золотых лука со стрелами (польский герб Лук), которые диагонально направлены вверх, а между ними находится золотая шестиугольная звезда и золотая стрела, которая направлена вниз остроконечием.
Щит увенчан обыкновенным дворянским шлемом с дворянскою короной и тремя страусовыми перьями. Щитодержатели: две белые лошади. Герб рода Спицыных внесён в Часть 4 Общего гербовника дворянских родов Всероссийской империи, стр. 96.

## Известные представители
- Спицын Тимофей — лже князь киевского княжества (1150)[4].
- Спицын Василий — подьячий, воевода в Сольвычегодске (1616)[5].
- Спицын Семён Матвеевич — московский дворянин (1677).
- Спицын Семён Семёнович — стольник (1692)[4]